# Kleedorf (Kirchensittenbach)
Kleedorf ist ein Gemeindeteil der Gemeinde Kirchensittenbach im mittelfränkischen Landkreis Nürnberger Land in Bayern.
Die Gemarkung Kleedorf hat eine Fläche von 3,999 km². Sie ist in 963 Flurstücke aufgeteilt, die eine durchschnittliche Flurstücksfläche von 4152,63 m² haben. In ihr liegen neben dem namensgebenden Ort die Gemeindeteile Hopfengartenmühle und Unterkrumbach.

## Lage
Das Dorf liegt im Talkessel zweier linker Zuflüsse des Sittenbachs. Im Nordosten steigt das Gelände zum Kleeberg (492 m ü. NHN) an, einer Erhebung der Hersbrucker Alb. Im Ort steht die Mederer Linde, die als Naturdenkmal ausgezeichnet ist. Eine Gemeindeverbindungsstraße führt nach Großviehberg (1200 Meter südöstlich) bzw. zur Staatsstraße 2404 (600 Meter westlich).

## Geschichte
Mit dem Gemeindeedikt wurde Kleedorf im Jahr 1808 der Steuerdistrikt Oberkrumbach zugewiesen. Zugleich entstand die Ruralgemeinde Kleedorf, zu der Hopfengartenmühle gehörte. Sie unterstand in Verwaltung und Gerichtsbarkeit dem Landgericht Hersbruck und in der Finanzverwaltung dem Rentamt Hersbruck. Am 29. September 1824 wurde die bis dahin selbstständige Gemeinde Unterkrumbach eingegliedert. Im Zuge der Gebietsreform in Bayern wurde Kleedorf am 1. April 1971 nach Kirchensittenbach eingemeindet.

## Baudenkmäler
- Haus Nr. 8: Ehemaliges Wohnstallhaus
- Haus Nr. 11:Scheun
- Haus Nr. 12: Scheune